# برداسپید موردراز
برداسپید موردراز، روستایی از توابع بخش دیشموک شهرستان کهگیلویه در استان کهگیلویه و بویراحمد ایران است.

## جمعیت
این روستا در دهستان بهمئی سرحدی شرقی قرار دارد و براساس سرشماری مرکز آمار ایران در سال ۱۳۸۵، جمعیت آن ۱۲۹ نفر (۲۳خانوار) بوده‌است.